# Amphimallon menori
Amphimallon menori es una especie de coleóptero de la familia Scarabaeidae. Es endémico de la España peninsular.